# Peace Sign
《Peace Sign》是日本創作型歌手米津玄師的第7張單曲。由Sony Music Records於2017年6月21日發行。單曲也被使用作為讀賣電視台系列動畫的《我的英雄學院》第二季第1首片頭曲。

## 發行簡介
《Peace Sign》的原型樣本歌曲大約於2016年春季製作完成。之後，米津玄師收到了電視動畫《我的英雄學院》製作方提供的音樂報價，由於米津玄師閱讀《我的英雄學院》的漫畫已經有一段時間，因此答應提供給製作方，並決定重建樣本歌曲。
《Peace Sign》在上一單曲《orion》釋出後四個月內就首次發布，並作為電視動畫《我的英雄學院》第二季第1首熱門片頭曲，於動畫播放後發行。
動畫使用的版本是《Peace Sign（TV edit.）》，於2017年4月29日透過iTunes在內的音樂下載平台先行發布。與單曲中錄製的合唱相比，《Peace Sign（TV edit.）》的合唱安排較引人注目。
單曲以「初回限定Peace版」（ピース盤 初回限定）、「初回限定Hero版」（ヒーロー盤 初回限定）和「普通版」（通常盤）三種版本發行。
「初回限定Peace版」內附有《我的英雄學院》片頭曲無字幕動畫的DVD和一個限量的橡膠手環；而「初回限定Hero版」內附有一張動畫男主角綠谷出久的特殊收藏卡和一個紅色的CD收藏盒。
不論發售的形式，所有「初回限定」均附有同年11月1日現場巡演「米津玄師 2017 TOUR / Fogbound」的快速先行抽獎券（最速先行応募券）。
此外，三種版本也以「搶購特別版」（早期購入特典）的形式發售。內容物與原版本相同，只是多了紀念貼紙。
在「初回限定Peace版」和「初回限定Hero版」的封面中，動畫男主角綠谷出久的服裝由米津玄師親自作畫。

## MV
2017年6月7日，《Peace Sign》的MV在米津玄師的官方YouTube頻道上公開，MV的內容皆為現場拍攝的場景，共錄製了5次。
MV在YouTube公開後約24小時內播放次數突破了100萬次。2018年9月1日，米津玄師的官方網站「REISSUE RECORDS」宣布MV突破1億次的播放次數。
2017年12月18日，《Peace Sign》的AMV在TOHO ANIMATION的YouTube頻道上公開，MV的內容為《我的英雄學院》的剪接動畫。

## 榜單成績

### Oricon公信榜[16]
米津玄師第一次的最高得獎記錄。
- 單曲於2017年6月20日售出27,000張，在「單曲當日銷售榜」中獲得第三名
- 單曲於2017年6月21日售出13,000張，在「單曲當日銷售榜」中獲得第二名
- 單曲於2017年6月19日～6月25日之間售出59,000張，在7月3日的「單曲週間銷售榜」中獲得第二名[20]
- 單曲曾在「動畫週間排行榜」獲得第一名

### 
- 單曲曾在告示牌日本熱門100金曲榜中獲得第一名[21]
- 單曲曾在告示牌日本熱門動畫金曲榜中連續兩週獲得了第一名[22][23]

### 其他排行榜
- 自發行後在iTunes排行榜中連續7天皆獲得第一名，在各種音樂配信中位於首位[24]
- 官方YouTube的MV自發布後一週內觀看次數達到500萬次[25]

CD銷售、配信銷售和影片播放次數全都是最佳記錄。此外，《Peace Sign》發行時為米津玄師最熱門的主打曲。

## 收錄歌曲
全碟作曲、編曲及作詞：米津玄師
| CD（所有版本） | CD（所有版本） | CD（所有版本）                                    | CD（所有版本） |
| 曲序           | 曲目           | 备注                                              | 时长           |
| -------------- | -------------- | ------------------------------------------------- | -------------- |
| 1.             |                | 讀賣電視系列動畫《我的英雄學院》第二季第1首片頭曲 | 3:57           |
| 2.             | Neighbourhood  |                                                   | 3:57           |
| 3.             |                |                                                   | 4:43           |
| 4.             |                | 米津玄師初次錄製無人聲版本的專輯                  | 3:55           |
| 总时长：       | 总时长：       | 总时长：                                          | 16:32          |

| 初回限定Peace版DVD | 初回限定Peace版DVD | 初回限定Peace版DVD                          | 初回限定Peace版DVD |
| 曲序               | 曲目               | 备注                                        | 时长               |
| ------------------ | ------------------ | ------------------------------------------- | ------------------ |
| 1.                 |                    | 《我的英雄學院》第二季第1首無字幕片頭曲動畫 | 4:16               |
| 总时长：           | 总时长：           | 总时长：                                    | 4:16               |

## 演奏人員

### 
- Vocal：米津玄師
- Guitar：真壁陽平
- Bass：須藤優（ARDBECK）
- Drums：堀正輝（ARDBECK）

### Neighborhood
- Vocal：米津玄師
- Guitar：米津玄師
- Bass：須藤優（ARDBECK）
- Drums：堀正輝（ARDBECK）

### 
- Vocal：米津玄師
- Guitar：米津玄師
- Drums：堀正輝（ARDBECK）
- Piano：伊澤一葉

## 外部連結
- . Reissue Records Inc.   [2019-02-01]. （原始内容存档于2019-02-02） （日语）.